# 심서연
심서연(沈藇姸, 1989년 4월 15일~)은 대한민국의 여자 축구 선수로 포지션은 수비수 겸 미드필더이다. WK리그의 수원 FC 위민에서 활약하였고, 시즌 종료 후 은퇴를 발표하였다. 아시안 게임 3회 연속 동메달 리스트이다.

## 어린 시절
장호원초등학교 재학 당시 아마추어 육상 선수로 활약하며 경기도의 여러 육상 대회에서 좋은 성적들을 거두었다. 하지만 5학년 때 육상부가 없는 율면초등학교로 이사를 가게 되면서 육상 대신 축구를 시작하게 되었다. 이후 정식 축구부가 있는 이천초등학교로 6학년 때 전학을 가게 되고 이후 설봉중학교, 장호원고등학교를 거쳤다.

## 구단 경력
2017년 11월, 인천 현대제철 레드엔젤스와 계약을 맺은 심민호는 등번호 14번을 받았다. 2018년 4월 23일, 경주 한수원과의 0-0 무승부를 기록한 경기에서 데뷔전을 치렀다.
2011년에는 프로 데뷔 후 공식 경기 100경기를 넘었다.

## 국가대표팀 경력
2015년 FIFA 여자 월드컵에 주전 수비수로 활약하며, 대한민국 여자 축구 국가대표팀 역사상 처음으로 16강 진출에 일조했다.
2015년 EAFF E-1 풋볼 챔피언십에서 주장직을 맡으며 수비형 미드필더로 뛰었으나, 경기 도중 십자인대 파열을 당하여 은퇴를 고민하기도 하였지만 9개월의 공백 끝에 다시 그라운드를 밟게 되었다.
2023년 FIFA 여자 월드컵에 참가하게 되었다.

## 플레이 스타일
정확한 볼 처리 능력과 넓은 활동랑 및 깔끔한 커팅 능력을 지닌 선수로 평가 받는다.

## 경기 기록
- 2015년 2월 1일 기준

### 구단
| 클럽             | 시즌 | WK리그 | WK리그 | 전국여자축구선수권대회 | 전국여자축구선수권대회 | 전국체육대회 | 전국체육대회 | 통산 | 통산 |
| 클럽             | 시즌 | 출장   | 득점   | 출장                   | 득점                   | 출장         | 득점         | 출장 | 득점 |
| ---------------- | ---- | ------ | ------ | ---------------------- | ---------------------- | ------------ | ------------ | ---- | ---- |
| 수원시설관리공단 | 2010 | 18     | 0      | 3                      | 0                      | 1            | 0            | 22   | 0    |
| 수원시설관리공단 | 2011 | 18     | 1      | 4                      | 1                      | -            | -            | 22   | 2    |
| 이천 대교        | 2012 | 23     | 1      | 3                      | 0                      | 2            | 0            | 28   | 1    |
| 이천 대교        | 2013 | 16     | 0      | 4                      | 0                      | -            | -            | 20   | 0    |
| 이천 대교        | 2014 | 14     | 0      | 2                      | 0                      | -            | -            | 16   | 0    |
| 이천 대교        | 2015 |        |        |                        |                        |              |              |      |      |
| 통산             | 통산 | 89     | 2      | 16                     | 1                      | 3            | 0            | 108  | 3    |

### 국가대표팀
- 2005년 AFC U-17 여자 챔피언십 국가대표
- 2007년 AFC U-19 여자 챔피언십 국가대표
- 2008년 AFC 여자 아시안컵 국가대표
- 2008년 피스퀸컵 국가대표
- 2009년 하계 유니버시아드 국가대표
- 2010년 AFC 여자 아시안컵 국가대표
- 2010년 피스퀸컵 국가대표
- 2010년 아시안 게임 국가대표
- 2011년 키프로스컵 국가대표
- 2012년 키프로스컵 국가대표
- 2013년 키프로스컵 국가대표
- 2013년 EAFF 여자 동아시안컵 국가대표
- 2014년 아시안 게임 국가대표
- 2015년 키프로스컵 국가대표
- 2015년 FIFA 여자 월드컵 국가대표
- 2015년 EAFF 여자 동아시안컵 국가대표
- 2018년 아시안 게임 국가대표
- 2019년 EAFF E-1 풋볼 챔피언십 국가대표
- 2022년 AFC 여자 아시안컵 국가대표
- 2022년 EAFF E-1 풋볼 챔피언십 국가대표

## 수상 내역

### 대회 기록
수원시설관리공단 (2010~2011)
- WK리그 우승 ● (1회): 2010, 2024년 WK리그
- 전국여자축구선수권대회 우승 ● (1회): 2010

이천 대교 (2012~2017)
- WK리그 우승 ● (1회): 2012
- WK리그 준우승 ● (1회): 2014
- 전국여자축구선수권대회 우승 ● (1회): 2013

#### 국가대표팀
- 2005년 AFC U-17 여자 챔피언십 4위
- 2007년 AFC U-19 여자 챔피언십 4위
- 2009년 하계 유니버시아드 여자 축구 금메달
- 2010년 피스퀸컵 우승
- 2010년 아시안 게임 여자 축구 동메달
- 2013년 EAFF 여자 동아시안컵 3위
- 2014년 아시안 게임 여자 축구 동메달
- 2015년 FIFA 여자 월드컵 16강
- 2015년 EAFF 여자 동아시안컵 준우승
- 2018년 아시안 게임 여자 축구 동메달
- 2019년 EAFF E-1 풋볼 챔피언십 여자부 준우승
- 2022년 AFC 여자 아시안컵 준우승
- 2022년 EAFF E-1 풋볼 챔피언십 여자부 3위

### 개인
- 2010년 대한축구협회 시상식 최우수선수상
- 2011년 WK리그 올스타전 출전
- 2012년 WK리그 올스타전 출전
- 2013년 WK리그 올스타전 출전

## 가족 관계
- 아버지: 심영보(沈榮輔) 1961년 9월 24일 ~
- 어머니: 김정순(金貞順) 1961년 4월 1일 ~ 2024년 5월 6일
- 언니: 심연화(沈蓮花) 1987년 10월 22일 ~
- 형부: 김선제(金宣濟)
- 동생: 심규명(沈揆明) 1992년 1월 6일 ~
- 올케: 이유영(李流英)

## 기타
- 얼짱 여자 축구 선수로 알려져 있다.[7][8]
- 자신의 출신 학교인 율면초등학교에 축구부가 생기자 후원금을 전달했다.[1]